# 7001 Noether
7001 Noether eller 1955 EH är en asteroid i huvudbältet, som upptäcktes 14 mars 1955 av Indiana Asteroid Program vid Indiana University Bloomington med Goethe Link Observatory. Asteroiden har fått sitt namn efter den tyska matematikern Emmy Noether.
Asteroiden har en diameter på ungefär 6 kilometer.